# Gnamptogenys posteropsis
Gnamptogenys posteropsis is een mierensoort uit de onderfamilie van de Ectatomminae. De wetenschappelijke naam van de soort is voor het eerst geldig gepubliceerd in 1951 door Gregg.